# Kanton Irigny
Der Kanton Irigny war von 1985 bis 2015 ein französischer Kanton im Arrondissement Lyon in der Region Rhône-Alpes. Der Kanton mit Hauptort Irigny gehörte zum Département Rhône und wurde abgeschafft, als auf seinem Einzugsgebiet die Métropole de Lyon zum Jahreswechsel 2014/2015 das Département als übergeordnete Gebietskörperschaft ablöste und die Kantone ihre Funktion als Wahlkreise verloren.

## Gemeinden
Der Kanton umfasste vier Gemeinden:
| Gemeinde      | Einwohner Jahr | Fläche km² | Bevölkerungsdichte | Code INSEE | Postleitzahl |
| ------------- | -------------- | ---------- | ------------------ | ---------- | ------------ |
| Charly        | 4.448 (2013)   | 5,09       | 874 Einw./km²      | 69046      | 69390        |
| Irigny        | 8.361 (2013)   | 8,84       | 946 Einw./km²      | 69100      | 69540        |
| Pierre-Bénite | 10.132 (2013)  | 4,48       | 2262 Einw./km²     | 69152      | 69310        |
| Vernaison     | 4.582 (2013)   | 4,03       | 1137 Einw./km²     | 69260      | 69390        |